# لا أميتيلا
بلدية لاميتلا ديل باليس (بالكاتالانية: l'Ametlla del Vallès) هي إحدى بلديات مقاطعة برشلونة، والتي تقع في منطقة كاتالونيا، شرق إسبانيا.
يبلغ عدد سكانها 7.632 نسمة وفقاً لإحصائية سنة (2007).